# Henri-Jérôme Gagey
Henri-Jérôme Gagey est un prêtre catholique français du diocèse de Clermont-Ferrand, docteur en théologie, ancien doyen de la faculté de théologie de l'Institut catholique de Paris.

## Biographie
Henri-Jérôme Gagey est ordonné prêtre en 1976.
Il devient formateur au séminaire universitaire des Carmes de l’Institut catholique de Paris en 1986.
Il est doyen de la faculté de théologie de 2000 à 2006 puis est nommé vicaire général du diocèse de Créteil en 2015 et enfin directeur de l’Institut théologique d’Auvergne en 2020.

## Publications
- Les ressources de la foi, Salvator, 2015, 274 p. (ISBN 978-2-7067-1260-9)
- La vérité s'accomplit, Bayard, 2009, 286 p. (ISBN 9782227478961)
- Jésus dans la théologie de Bultmann, Desclée, 1993, 385 p. (BNF 35580992)